# Panormos
Panormos (en griego, Πανορμός) es el nombre de una antigua población de la isla de Peparetos. Se trataba de una de las tres ciudades que había en la isla en la Antigüedad, junto con Peparetos y Selinunte.
Es mencionada por Diodoro Sículo y por Polieno, que relatan que, en torno a los años 361/0 a. C., Alejandro de Feres asedió Peparetos y ocupó Panormos. Leóstenes, el almirante ateniense, comandó las tropas que acudieron en ayuda de Peparetos, pero Alejandro resistió el asedio en Panormos, apresó algunas trirremes atenienses mediante una estratagema y saqueó el Pireo.